# Querobamba
Querobamba é uma cidade do Peru, situada na região do  Ayacucho. Capital da província de Sucre, sua população em 2017 foi estimada em 1.799 habitantes.